# Bunker Hoffnungsthal

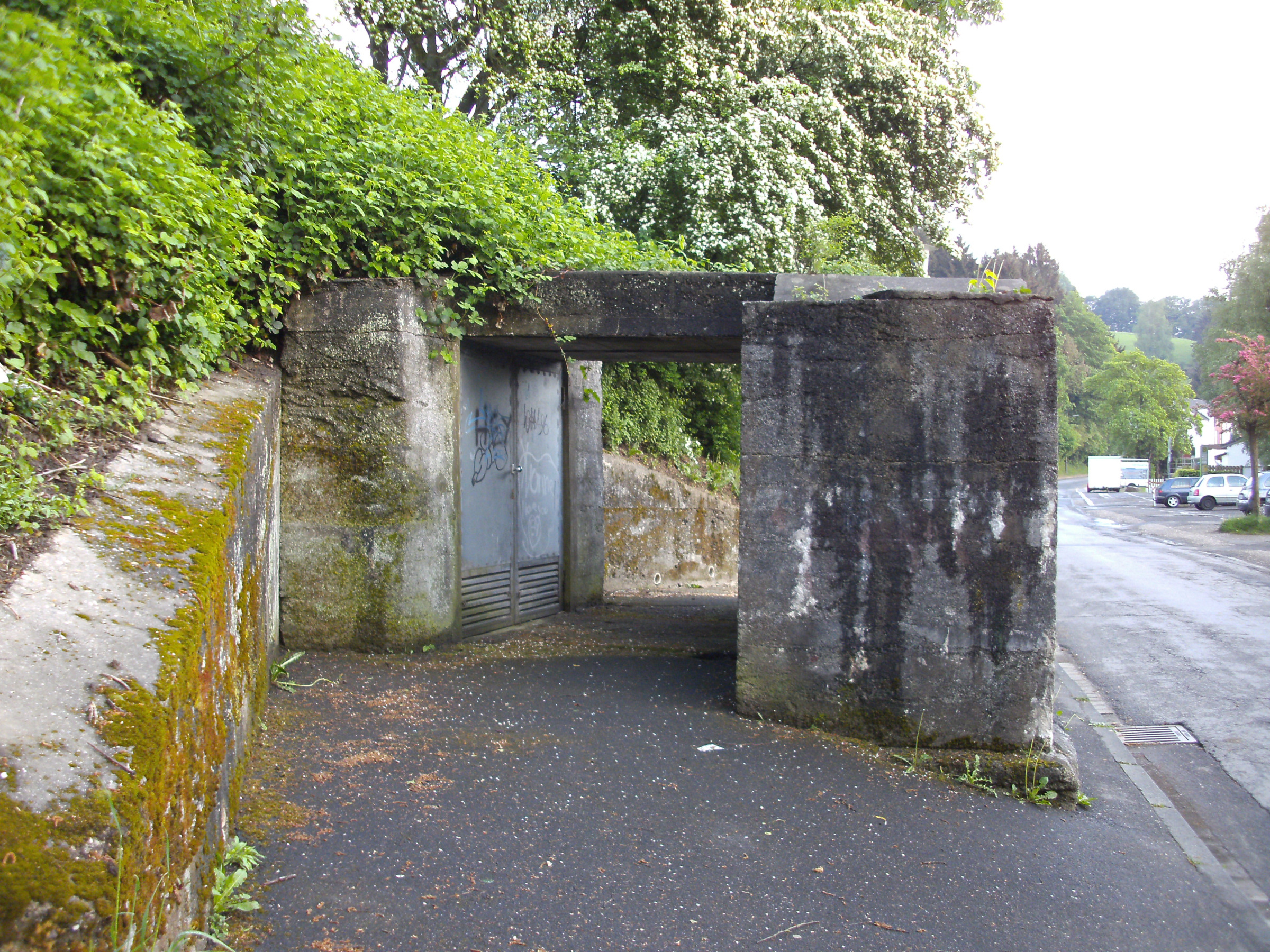
Eingangssituation

Der Bunker Hoffnungsthal befindet sich im Rösrather Stadtteil Hoffnungsthal.

## Baugeschichte
Im November 1943 wurde mit dem Bau der Luftschutzanlage begonnen. Als besonders schützenswert galten die Bediensteten im nahe gelegenen Rathaus, Lehrer und Schüler einer Schule und die Mitarbeiter der Firma Reusch, die zu dieser Zeit Bomben fertigten. 800 Personen sollten in dem Stollen Platz finden. Am äußersten Ende des in den Berg getriebenen Stollens rinnt noch heute frisches Quellwasser in ein Becken. Das Wasser fließt über einen Abwasserkanal entlang des ca. 50 Meter langen Hauptganges ab. Nischen im Mauerwerk lassen auf mehrere Toiletten mit Urinal und Dusche sowie einen größeren Waschtrog schließen. Installationen, wie Spülkasten oder Klosetts, sind nicht mehr vorhanden. Ein Notausgang mit doppelflügeligen Gasschutztüren ist erhalten. Bei Fertigstellung der Anlage im Herbst 1944 fehlten das ursprünglich geplante Stromaggregat sowie die vorgesehene Heizung und Warmwasseraufbereitung.

## Filmkulisse
Die Leiche im Tatort mit dem Titel „Fette Hunde“ (Folge 841, Erstausstrahlung 2. September 2012) wird in einem Bunker gefunden. Die Dreharbeiten für die Bunkerszene fanden im Bunker Hoffnungsthal statt.

## Besichtigungsmöglichkeit
Der Geschichtsverein Rösrath bietet für die leerstehende, historisch interessante Immobilie Führungen an. (siehe Weblinks)